# Регистарске ознаке у Белорусији
Регистарске ознаке у Белорусији се тренутно састоје од четири цифре, два слова и још једне цифре. Прво слово и последња цифра означавају регион Белорусије у којем је аутомобил регистрован. Возила у власништву страних компанија користе црно-жуте таблице, а бројеви и слова се појављују другачијим редоследом.

## Историја
Регистарске таблице за Белорусију из совјетског доба су носиле пар двоцифрених бројева праћених словима на ћирилици. Након независности 1992. године, формат је промењен у четири цифре и два слова, црвеном бојом на белој позадини, са националним грбом у средини.
Таблице су поново промењене 2004. године, користећи комбинације слова белоруске азбуке и арапских бројева. Дозвољено је користити само 12 слова која су слична латиници (А, В, Е, І, К, М, Н, О, Р, С, Т, Х). На већини таблица посебан број на крају или на почетку знака означава ко̂д региона. Таблице за означавање возила физичких и правних белоруских лица садрже и слику државне заставе и словни ко̂д BY, који је у почетку био исписан црном бојом, а од 1. јула 2020. године зеленом.
У јуну 2007. године уведени су посебне таблице за такси возила.
Од 2016. године почели су да се издају привремени бројеви за возила која раније нису била регистрована.

## Ознаке

### У совјетском периоду
| Суфикс | Регион         |
| ------ | -------------- |
| БН     | Брест          |
| БТ     | Витебск        |
| ГК     | Гродно         |
| ГС     | Гомел          |
| МБ     | Минск (регион) |
| МГ     | Могилев        |
| МИ     | Минск (град)   |

### Данас
Слова која се данас користе на белоруским регистарским таблицама ограничена су на она која се појављују и на ћирилици и на латиници. На белоруским регистарским таблицама, прво слово и последња цифра означавају где је аутомобил регистрован:
- 1 - Брестска област
- 2 - Витепска област
- 3 - Гомељска област
- 4 - Гродњенска област
- 5 - Минска област
- 6 - Могиљовска област
- 7 - Минск (град)

## Галерија
- Возила дипломатских представништава
- Возила конзуларних представништава
- Привремено регистрована возила
- Такси возила
- Возила министарства одбране
- Возила граничних јединицаРее